# 小东海
小东海湾是是中国海南省三亚市的一处海湾，位于吉阳区鹿回头半岛东岸，鹿回头景区附近，大东海沙滩以西，距离市中心仅有3公里。
小东海和三亚的其他沙滩一样，全年全天候免费开放，椰林环绕、沙滩干净、海水清澈，并且是鹿回头半岛沿岸国家级自然保护区三亚珊瑚礁自然保护区的一部分，适合浮潜。同时与亚龙湾、大东海等海滩相比，知名度较低，因而环境较为宁静。小东海两侧均有小山遮挡，因此不便观看日出日落。